# 団地ともお
『団地ともお』（だんちともお）は、小田扉による日本の漫画。2003年34号から2019年10号まで『ビッグコミックスピリッツ』（小学館）にて連載された。架空の団地「枝島団地」とその周辺地域を舞台として、主人公ともおを中心とした日常を描く。

## 作品概要
マンモス団地「枝島団地」の29号棟に母と姉と共に暮らす小学生、木下ともお。父は単身赴任。彼のくだらなくも楽しい日常生活を周りの同級生、少し変わった大人たちを交えてときにギャグたっぷりに、時にはシュールに、時にはせつなさ、哀愁を漂わせながら描く。ストーリー展開において時間の流れが示されるのも特徴である。なお、各話のエピソード名には必ず語尾に「ともお」と付く。
- 2014年には、東京消防庁の防災週間のイメージキャラクターに起用された。
- ビッグコミックスピリッツ 2019年第10号にて連載を終了。最終回のエピソードは前後編と2回に渡って描かれたが、特に最終回らしい展開もなく普段通りの話で終わっている。

## 枝島団地について
枝島団地にはモデルになっている団地があるとされ、神奈川県横浜市磯子区上中里町にある「上中里団地」だと言われている。

## 登場人物

### 木下家
木下友夫（きのした ともお）
声 - 三瓶由布子
本作品の主人公であり通称は「ともお」。名字で呼ばれることもある。29号棟32号室在住。枝島小学校4年3組の男の子。特徴の無い丸顔に無地のTシャツ（冬はジャンパー）に半ズボンという出で立ちで、遊びと食べることが大好きな育ち盛りの健康優良児であり、精一杯小学4年生を生きている。ともおという名前は、戸茂生市郎（哲子の出産際に救急車を手配してくれた恩人）にちなんで命名された。
勉強が苦手でスポーツもそれほど得意ではなく、しょっちゅうバカをやらかしトラブルも起こすが、人一倍責任感が強く、また大らかな人柄であり、時に友人達を感嘆させる。家族や友達と喧嘩したり叱られたりしてもあまり根に持たず時間が経てばほどぼりが冷めることが多い。吉本などの知的な発言から影響を受けこだわりを強く持ち続けるような事も多々ある。友達が何かを失敗したらすぐ笑うことが多く、人の弱点を嗅ぎ出すことが得意な一面もある。ただ、悪気は持たないため、それほどのあくどさはない。物事が上手く運ぶと、調子に乗って時には悪乗りすることもあるが、自身のしていることが悪いことだと気づくと自制心が働く。周りの友人が気づかない視点でまともな指摘をして友人を驚かすことも時々ある。強がりなところもあり、何かと世話を焼かせている母の哲子と姉の君子に節介を焼かれると煙たがることが多い。喜ぶと飛び上がる癖があり、20センチほどのときもあれば大人の身長ほど高く飛び上がることもある。服のボタンを自分で留めれず、鼻をほじる癖もある。遅刻と忘れ物も多く、クラス内でワーストランキング1位になっていることもある。外見をほとんど気にしないワイルドなところもあるが、ハスミと会う時は結構気にする。
好物はカレーで、単身赴任している為に中々会えない父が大好き。野球選手のカトリーヌのファンで、チームはスクリューズを応援している。『スポーツ大佐』の愛読者でもある。また、だんご虫を飼っているが、実際はペットボトル（最初は缶詰）に山ほど詰めているだけで、半分は死んでいる（1巻第3話、10巻第10話）。ただ、飼育ケースを使って大切に飼っている時もある（6巻第8話）。自転車の泥除けを逆さまに取り付けていて、自分でそれがかっこいいと思っている。坂上の狼煙を読み取ることができる。
木下哲子（きのした てつこ）
声 - 坂本千夏
ともお、君子の母親。初期の髪型はパーマだったが、自分に対するおばさんという言葉にいい顔をせず、一念発起して若い頃の髪型に戻した。昔は痩せていて君子と同じような顔立ちの美人だったが、ともおが生まれた後のある年を境に激太りし今に至る。若い頃は自分が法律なわがままな性格で、よく鉄雄を困らせていた。ともおが手に負えないトラブルを起こすと、怒鳴ったり、尻を叩いたり、家の外に出したりする。一方、ともおを長い目で見て育てようとする気構えも持っている。
家事をしながらスーパーしらとりにパートへ出ている。家族で買い物に行く時やともおが1人で遠出する時は、緻密な計画、準備をすることがある。ともおと一緒にどこかに急いで行く時などには、肩にともおを座らせる形で担ぐことがある。毎朝ジョギングをしている。また、翌日分の牛乳を買い忘れることが多い。団地のコーラスグループに所属している。昔はプロレスラーだった。
木下鉄雄（きのした てつお）
声 - 利根健太朗
ともお、君子の父親。江木町という遠く離れた街へ単身赴任しており普段は家にはいない。ともおとは数か月に何回か会える程度。たまにともお、君子、哲子の3人で鉄雄のアパートまで出向くこともある。作中では一貫して顔がはっきりと描かれないが、後の話では初期の頃よりはいくらかは描かれるようになってきた。君子や哲子に理不尽に責め立てられても堪えを利かす心の広さがあり、ともおにもその特性が引き継がれている一面が見られることがある。喫煙者であり禁煙に挑戦することもある。ともおの運動会に仕事先のアヒルの着ぐるみをつけたまま参加したこともある。寝る時に必ず見えるよう、家族の写真を天井に貼り付けている。
木下君子（きのした きみこ）
声 - 牧野由依
枝島東中学校2年生でともおの姉。しっかりとしたお姉さんで勉強もできて面倒見もよい。ともおとは対照的に勉強には真面目に取り組んでいる。家ではともおの世話を焼いているが、学校でも幼馴染みである沖田の世話を焼き、一日中彼らの世話を焼かされることもある。時折、意地悪な一面が見えることもあり、何か失敗したときなどにともおに責任転嫁することがある。根に持ちやすい性格もともおと対照的であり、親の哲子や鉄雄と口喧嘩をしたらしばらく口を利かなくなるほどである。鉄雄によると、怒り方が昔の哲子（自分が法律な性格だった頃）に似てきているとのこと。西川という先輩と交換日記をしていたが、たまたま交換場所を発見したともおが、第三者としてみつおに日記を参加させている内に、みつおと交換日記するようになってしまった（互いに正体は知らない）。学校ではバイオ部に所属している。ウサギの面倒を見たりなど、哺乳動物の面倒を見るのが好きなようで、それで気分転換していることもある。O脚であることを気にしている。また、自分だけの部屋に憧れている。串ものを食べると何故か奇怪な顔になり、外で串ものを食べることは避けたがる。
じいちゃん
声 - 緒方賢一
鉄雄の父であり、現在は枝島町から離れた一軒家で一人暮らしをしている。本名はまだ不明。年をとって感傷にひたることもあるが、孫や心の中のばあちゃんに慰められている。
ばあちゃん
声 - 横尾まり
鉄雄の母であり、本名は不明。既に他界している。
じいちゃんが困った時に心の中に登場し、諺や格言を引用して色々とアドバイスしている。
ともおが幼い頃にはまだ存命だった描写がある。

### ともおの友人・同級生・同左の家族
吉本雅人（よしもと まさと）
声 - 田村睦心
24号棟在住。枝島小学校4年3組の男の子でともおの親友。勉強もスポーツも中々だが、物事を考えすぎてドツボにはまることも多々ある（時にともおに救われる）。見栄っ張りで、優等生ぶって失笑を買うことも。学校の勉強や行事に対してそれほど真面目に取り組む方ではなく、ともおやよしのぶと一緒にサボろうとすることもある。ともおとはよくケンカをもするもののすぐに仲直りする。料理教室に通っているが、講師のお姉さんの麻田さんが目当てである。ともおに「エロ本（えろもと）」と呼ばれることもある（そう呼ばれると時々注意する）。枝島団地に引っ越して来る前は市川（声 - 金田アキ）というともおに似た友達がおり、まーちゃんと呼ばれていた。人に物を教えるのが得意。
吉田由伸（よしだ よしのぶ）
声 - 武田華
20号棟在住。枝島小学校4年3組の男の子。ともおと吉本と3人で一緒に遊ぶことが多い。ともおや吉本のような濃い性格ではなく周りにそれほど強い印象を与えないが、話しやすさや穏やかさがあり、何かと頼りにされている。ともおと同じく勉強が苦手で忘れ物が多く、鼻をほじる癖がある。手に入れた物を何でもとりあえずポケットに入れておく癖もある。隣町から枝島団地まで犬の散歩に来る中学生のお姉さんに憧れている。以前枝島団地に在住していた2年生の時のクラスメイトの春日とも子（声 - 牧野由依）という女の子が好きだった（彼女は今は枝島団地には住んでいない）。太り気味で大食いで、ケリ子とタッグを組んで大食い大会に出場したこともある。嗅覚も鋭く、ともおと互角の正確さを誇る。
吉田まり子（よしだ まりこ）
声 - 中嶋ヒロ
よしのぶの妹で小学1年生の女の子。一輪車が得意で、1年生でありながら算数の割り算も出来るようである。ピアノ教室にも通っている。敦子、凪子とよく遊ぶ。
菊川満夫（きくかわ みつお）
声 - 生天目仁美
3号棟在住。枝島小学校4年3組の男の子。メガネをかけた成績の良い優等生。一人称は「僕」または「俺」。4年前の出来事をメモしておくほどのマメな性格。用心深い性格でもあるが、時々思わぬうっかりミスをする。また、用心深さの度が過ぎて墓穴を掘ることもある。しかし、実用的にも頭脳明晰で気配りもできる性格なので、ともおや吉本からは強く頼りにされている。2組の根津とは家が隣同士で親友だが、勝負の判定などで2組と3組が対立していておおっぴらに仲良くできない時がある。ともおの姉の君子とは成り行き上、交換日記をしている（互いの正体は知らない）。天体観測にも興味がある。
菊川凪子（きくかわ なぎこ）
声 - 瀬戸麻沙美
満夫の妹。満夫と同じようなメガネをかけている。臆病な子だったが、憧れであるケリ子によって元気な子になった。友人から「ネギちゃん」と呼ばれていたが、本心ではそれを嫌がっており後に拒否している。根津の妹である敦子、よしのぶの妹であるまり子と仲が良い。
鎌倉景子（かまくら けいこ）
声 - 藤村歩
31号棟在住。枝島小学校4年3組の女の子でかなり男勝りな性格。足が丈夫で蹴りが死ぬほど痛く、友人等からは「ケリ子」と呼ばれる。喧嘩もともおより強く、ともおがより子にちょっかいを出したときなどに懲らしめている。欲望にストレートな性格で、特に食に関する執着は強い。一方、母に甘やかされてるからか、甘えん坊の一面も時々見せる。また、頼子のような「しっかりしたお姉さん」に見られることに憧れている一面もある。おべんちゃらには弱い。頼子と親友なのでいつも一緒に遊んでいる。ともおやその友人の男子に対しては上から目線な態度でどこかバカにしているところがあるが、ともおとは腐れ縁でもあり気が合うところもある。書道教室に通うも、字はお世辞にも上手とは言えない。そこで一緒だった高校生の青戸が大好き。書道九級所持。猛特訓の末にスケボーをマスターした。蝶々結びができず、リコーダーが下手。算数の成績はともおとよしのぶと3人で下位争いをしていて、3人で本田先生の補習を受けたこともある。忘れ物も多く、ともおとワースト争いをしている。となり町の宮川からは好かれており、デートすることもある。注射が大の苦手で、学校で予防接種がある日は欠席している。ともおと同じく坂上ののろしを読み取ることができる。『未来少年コナン』のジムシィがモデルであると、作者が『週刊スピリッツ』2007年のスピリッツNo.03のあとがきで明かした。
ケリ子の母
声 - 中嶋ヒロ
ケリ子を猫可愛がりしており、ケリ子の成績が悪い事も「やればできる子」として気にしていないが、著しく教育が行き届いてないところを目の当たりにして慌てて手を打とうとする一面もある。ケリ子が見知らぬ人にズボンの紐を結んでもらってるのを見て、急いで紐靴を買い与えて練習させたこともある。
葉山頼子（はやま よりこ）
声 - 一杉佳澄
22号棟在住。枝島小学校4年3組の女の子。ケリ子の親友でありいつも一緒に遊んでいる。顔立ちはともおの姉である君子に近い。優しい性格で勉強もできる優等生。妹のよしえの面倒を見たり、家の家事を手伝ったりと、周りの大人からは「しっかりしたお姉さん」と言われている。ともおから「まじめ虫」と呼ばれてからかわれることもある。そういう良い子な自分の殻を破りたいという思いもあり、ケリ子のようなストレートな性格に憧れている。今野（コンビニの兄ちゃん）に好意があり、健気にコンビニのアメを買い続けている。今野に尽くすため、時にともおに思い切った頼み事をすることもある。何故かティッシュで鼻がかめない。菓子箱などに入っているプチプチを1個ずつ潰すのが大好き。絵が得意。
根津ユキオ（ねづ ゆきお）
声 - アサコ
3号棟在住。枝島小学校4年2組の男の子。2組と3組はよくクラス対抗戦をやるので、3組のともおらとはライバル関係。しかし、満夫とは家が隣同士で親友。ともおとはライバルでありながらも、気が合うところはいくらかあり、お互い認め合ってるところもある。いち早く流行り物を取り入れ広めようとする。自分の立ち位置が中途半端な所に多少のコンプレックスを感じている。ともおによると、女子には人気がないようである。妹の敦子からは根っからの幹事体質と言われている。定期的に以前に住んでいたとなり町へと出向き、前の学校の友達との交流を続けている。前の学校の友達と枝島小の同級生が時折グラウンドの取り合いで衝突していたため、交流を深めようと野球大会を企画することもあった。ケリ子と同じく蝶々結びができない。喋るときも口を閉じているときも上の前歯2つが出ている。自称枝島小学校一のスポーツ大佐マニア。
根津敦子（ねづ あつこ）
声 - 一杉佳澄
根津の妹で小学1年生の女の子。おとなしい性格だが、兄へ対しては色々なところから格言を引用したツッコミを入れ、その都度、兄に「変な言葉知っていやがる。」と言われている。兄と同じく上の前歯が出ている。みつおの妹である凪子、よしのぶの妹であるまり子と仲が良い。
立花節子（たちばな せつこ）
声 - 植竹香菜
枝島小学校4年3組の女の子で学級委員長。髪型はいつも三つ編み。愛称は「委員長」「節っちゃん」。団地ではなく一軒家に在住しているが、ケリ子や頼子とよく一緒に遊んでいる。委員長キャラらしく、学級内の風紀にうるさく、率先してクラスを仕切るが、たまに独善的にやり過ぎてしまうこともある。ともおのだらしなさをいつも叱っているが、時折見せる責任感のある所は認めている。宵っ張りで朝が弱くいつも母親に起こしてもらうなど、母親には甘えているが、外では一切そういう甘えぶりを見せない。女の子に関心を持たれがちのファッションにはあまり関心がなく、将棋や鉄道などの趣味を持っている。しかし、女子仲間の間でファッションが話題になったら話を合わせている。玉川正一の双子の弟と将棋を2回指したこともあり、正一を介してお墓参りをしている。「委員長の鉄道愛好会」というサイトを運営しており、掲示板でのハンドルネームは「委員長」。「マスコン」、「パンタグラフ」、「描き鉄」などの大人の鉄仲間とオフ会をすることもある。おもちゃ屋で働いている今野の同級生に気があるようである。
福岡遥香（ふくおか はるか）
声 - 田中あいみ
枝島小学校4年3組の女の子。カチューシャがチャームポイント。初期の頃から作中には頻繁に登場しているサブキャラクター。団地に住んでいるようで、吉本が「福岡って12号棟だっけ…」と独り言を言うシーンがある（14巻第12話）。委員長、ケリ子、頼子と一緒にいることが多い。吉本の事が好きらしく、バレンタインデーにはチョコレートを渡そうとした。運動神経があまり良くない。同じ班の子から足を引っ張っていると言われたことがある。
森山まさひろ（もりやま まさひろ）
声 - 中嶋ヒロ
23号棟在住。枝島小学校4年3組の男の子。常に他人の言動にツッコミを入れるタイミングをうかがっているが、その度に煙たがられている。また、左利きであることに日々不便さを感じている。忘れ物が多い時があり、自分の班をクラス内忘れ物ランキングワーストにしたこともある。委員長に好意があるようである。
野口冬次（のぐち -）
声 - 坂本千夏
枝島小学校4年3組の男の子。時々登場するサブキャラクター。家は酒店を経営している。折り紙が得意で、TVゲームが好きなようである。
大根広子（おおね ひろこ）
声 - 岡田栄美
枝島小学校4年3組の女の子。1号棟在住のようで、団地が設立される前より先祖代々その土地に住んでいる（23巻16話）。姉から高校時代にチアリーダーで使っていたバトンを受け取っていて、そのバトンをよく持ち歩いている。姉に憧れて他のみんなを積極的に応援しようと、何かとマイペースにバトンを回している。悪口を言ってきたともおをいきなりバトンで殴ったり、ともおに買収されてバトンで人を攻撃したりするようなことがある。すかした顔をしているが、成績はともお並に悪い。
箱崎
枝島小学校4年3組の男の子。天然パーマが特徴でおとなしめのキャラクター。母子家庭。母親は再婚することが決まっている。
芹沢（せりざわ）
声 - 田中あいみ
枝島小学校4年2組の男の子。背が高くマラソン全国大会に出たこともあるクラスのエース的存在。
福沢（ふくざわ）
声 - 小林由美子
12号棟に住んでいて枝島小学校4年1組にいた男の子。鈍くさくてクラスに馴染めず、友達が出来ないまま遠くに引っ越すこととなる。両親が離婚していて、団地では母と暮らしていた。家事は苦手だが、それでも一生懸命に家事をしてくれている母を尊敬していたが、遠くに住む父が母の家事に見兼ねて引き取ろうとしていた。引っ越しの話が出ていた頃にともおと話すようになり、ともおを家に泊めることもあった。後に父と暮らすことが決まり、ともおは福沢の思い出づくりに協力した。
宮川（みやがわ）
声 - 田中あいみ
根津が住んでいたとなり町の小学校の4年生で根津の友達。自分らの町での楽しみをともおに先取りされたことを根に持ちともおと対立していたが、後に和解する。ともおと取っ組み合いの喧嘩になりかけた時、一緒にいたより子を助け出そうと入り込んできたケリ子に手首を掴まれ、その時にケリ子に一目惚れしたようである。その後は、ケリ子に何とか声を掛けてデートに誘うようになる。ケリ子に惚れたことは根津にも伝え、根津からも声の掛け方などのアドバイスをもらうようになる。デートしているところをともおに見られてからかわれたこともある。（アニメではケリ子との出会い方などがやや異なる。詳しくは漫画とアニメの主な違いの項を参照。）
佐山真雪（さやま まさゆき）
声 - 中嶋ヒロ
10号棟在住。枝島小学校6年生の男の子で、ともお達の上級生キャラとして連載初期からピンポイントで登場。友達の金子と一緒に遊んでることが多い。自分とは正反対の成績優秀な双子の姉に対してコンプレックスを抱いていたが後に克服。姉の真理曰く、真雪にはリーダーの資質があるとのこと。枝島小の生徒会長に立候補経験したこともある。妹のまい子が生まれたばかりである。
金子（かねこ）
声 - 植竹香菜
佐山真雪の同級生。
佐山真理（さやま まり）
声 - 村瀬迪与
10号棟在住。真雪の双子の姉でまい子の姉。真雪とは正反対に勉強もスポーツも得意。双子で同い年なのに、何かとお姉さん扱いされるのが嫌で、真雪のことを兄貴と呼んでいる。本当は真雪の方が兄で正しいのだが、一姫二太郎が良いということで親が真理を姉にしたらしくかなり紛らわしい。枝島小の生徒会長の三沢と仲が良い。よく真雪を持ち上げる。
辻󠄀野（つじの）
声 - 下屋則子
41号棟在住で、枝島小学校1年生の男の子。物静かで素直な性格。小動物が好きなようで、よく世話をしている。団地の同級生とよく遊ぶ。
細川トシオ（ほそかわ としお）
9号棟在住。枝島小学校1年生の男の子。夕方に団地内でよく1人でサッカーボールで遊んでいる。山本という離婚した本当の母親がおり、離婚から5年後にトシオが母親のことを覚えていたら会わせるという約束があった。トシオが覚えていたかどうかは定かではないが、本当の母親とは何度かあっており、家庭の事情は認識しているようである。
ハスミ
声 - 加藤英美里
枝島の隣町である成町の成町ハイツに在住していた女の子。サッカーが大好き。ともおが成町にまでおつかいに行かされた時、ともおから福引き券をもらったことがきっかけで知り合い、友達となる。友達のまこを押しのけてまでともおにアプローチをするという、かなり積極的な性格の子で、ともおとは良い仲となるが、まもなく父親の仕事の都合で他所の街へと引っ越して行く。後に、お中元のお返しを自ら届けるべくハスミに会いに来たともおと再会。たまに遊びに来る。
まこ
声 - 早見沙織
成町在住の女の子でハスミの友達。自分一人でともおを独占したがるハスミに邪険にされるも、ハスミの引っ越しの日の別れ際に、宝物のラムネのビー玉を渡して仲直りをした。ともおとは、由木降神社で雪乞いをしていたところで再会したり、単行本9巻の描き下ろしのカットで一緒に遊んでいるシーンがあったりと、交流は続いている。
真木ゆり（まき ゆり）
声 - 菊池こころ
28号棟に在住していた君子の同級生で友達。ともお、ケリ子、よしのぶとも親しい仲だった（吉本は彼女が事故に遭った後に転校してきたので面識がない）。小学4年の夏に不慮の交通事故に遭い植物状態となる。その後4年間、目が覚める時は来ずに死亡。しかしその直後、4年前の姿のままの幽霊となり、ともおと君子に再会した。その後、葬儀は集会所で行われた。その後も作中では、君子の小学生時代のエピソードや回想シーンなどに登場する。事故に遭うまではバレエを習っていた。
岡松（おかまつ）
声 - 高山みなみ
枝島小学校5年1組の男の子。アニメオリジナルキャラクター。活気のないクラブを活気づけては、また別のクラブに渡り歩いている。

### その他の人々
本田育江（ほんだ いくえ）
声 - 矢野亜沙美
枝島小学校の4年3組の担任の教師。ともお達の良き先生であり何事にもまっすぐ向かい合う。中学時代は不良少女だったが、恩師の先生の助けで更生し教師の道へと進む。教育に迷った時は、病床の恩師からお見舞いがてらにアドバイスをもらっていた。恩師の死後は、自ら生徒と真正面からぶつかりながら試行錯誤をする日々を送っている。過去に荒れていた頃の回想シーンでは、必ずトゲつきの鎖鉄球を持つ姿が出てくる。
本田先生の恩師（ほんだせんせいのおんし）
声 - 石塚運昇
本田の中学時代の恩師。生前は病床で本田先生にアドバイスをしていた。
財津ぜんじろう（ざいつ ぜんじろう）
声 - チョー
枝島小学校の校長。威厳は無いが、いたずら好きで茶目っ気のある校長。子供は好きだが、子供との接し方を忘れたために子供を怖がっている。それで子供達からも怖がられているが、徐々に理解されつつある。ご飯に牛乳をかけて食べるのが好き。イニシャル「Z・Z」はワイルドなイニシャルだとしてともお達の話題に上がった。
佐々木 (ささき)
単行本32刊「指折り数えるのかなともお」で登場。病気で何年も休み、最終的に離任した(先生をやめた)。一切顔などが出ていない。
島田（しまだ）
声 - 長克巳
29号棟在住。枝島団地自治会委員であり生真面目な性格。普段は団地内で清掃や雑事をしていることが多く、いつも気難しそうな顔をしている。団地内での風紀上のこと対して何かと口うるさく、子供達からは怖がられ団地内の主婦達からも煙たがられているが、手伝いをしてくれた子には、わざわざ自宅までお礼のお菓子を届けるなど本当は心優しい人間である。そんな自分に対して普通に接してくれるみつおを同志だと思っている。いたずらが過ぎるともおのことを良くは思っていないが、時折グッとくることをするので憎めないでいる。息子（声 - 川島得愛）が1人いたが、喧嘩別れで家出したまま帰らぬ人になったという過去がある。
樫野年三（かしの としぞう）
声 - 千葉繁
5号棟在住の89歳。4時30分に起床、4時40分に入れ歯を装着、5時には散歩、5時10分に朝刊購入、5時25分にジョギングしている主婦に追い越され、5時50分に神社に到着（年間賽銭額は365円）、6時10分にコンビニにてあんパン二つと牛乳を購入、6時25分に帰宅し朝食の後、6時30分に二度寝、15時にともお達の野球を観戦、日の入りと共に帰宅、夕食の後すぐ就寝と言う日々変わらない生活を10年以上も過ごしていた。刺激を求めて生活を激変してみるも、ともおの一言で元の生活にもどる。ともお達の野球の審判をしたり（入れ歯をカチカチした回数でアウトかセーフかを伝える。）、いつもの生活をしていないと周りの住民から心配されるなど、団地内の人間関係は良好のようである。死に神が実在し、思いも寄らない突然の死が死に神の好物と考え、その死に神の期待を裏切るため、いつも就寝時は死んだふりをしてから寝ている。
間公文（はざま きみふみ）
声 - 樋浦勉
22号棟在住。元裁判官で物事を法に照らし合わせて考えるという妙な癖を持つ。神出鬼没であり、団地に住む主婦たちからは面倒臭い人と思われている。定年を迎えて、町内会の自治会長に就任したり、英会話教室に通ったり、たにしマートでアルバイトするなどして第2の人生を楽しんでいる様子。退職後も外出時はスーツを着用しており、畑仕事をする時までもスーツを着用している。毎年シーズンにはそうめん職人の元へ出かける。元裁判官として大学で講義をすることもある。娘（安子）は結婚しており、孫が1人いる。
今野裕二（こんの ゆうじ）
声 - 箭内仁
2号棟在住。大学に通いながら団地の近所のコンビニ「たにしマート」でアルバイトをしている（主に昼間のシフト）金髪の青年。団地の子供達からは名前ではなく「コンビニの兄ちゃん」と呼ばれ慕われている。時にその子供達の良きアドバイザーにもなる。また大人からも気軽に用事を頼まれるなど、枝島団地の住民とは付き合いが深い。旅好きの父が亡くなった際に気球とヨットと団地一室を遺産として残したが、そのうちの団地を相続した。死んだ父の意思を汲んで兄（公一、声 - 土田大）は気球で、弟（八郎）はヨットで世界一周を目指す旅をしているため、現在1人暮らし。酒癖が悪く、酔うと色々な物を盗む癖がある。
コンビニの店長（コンビニのてんちょう）
声 - 金光宣明
「たにしマート」の店長。筋肉質でガタイがよくめがねを掛けている。
スルガ
今野の友人。酒好きで雀荘通い。荒くれではないが、自分の考えだけを優先して周りに従わないところがあり、揉め事を起こしやすく、アルバイトも次々とクビにされている。所持金が少ない時は食事よりもタバコを優先し、肝臓に異常があっても酒をやめない。今野に「性格を変えないと早死にする」と心配されているが、本人は太く短く生きたいとしている。たにしマートでアルバイトした経験があり、間とも面識がある。実直な性格が間から気に入られているようで、間家で食事を呼ばれることもある。
青戸秀美（あおと ひでみ）
声 - 植竹香菜
10号棟在住。高校2年生で、いつも参考書を読みながら歩いている。しかし成績は悪く、偏差値は30もなく大学合格率は10%程度。勉強もしているが、それ以上に息抜きも目立ち、そのせいでヨーヨーが得意になった。特技は書道で段位を持っている。短気でせっかちで、部屋がよく散らかっており、坂上から片付けの指導をされたこともある。常に物事をクールに見る傾向があるが、余計な一言で損をすることも多い。押し殺した不安が限界に達すると、普段のクールさからは想像できないくらい泣きじゃくる一面もある。連載初期には恋人がいた描写があるが、その後どうなったかは不明。髪型は背中あたりまであるロングヘアーだったが、今は肩あたりまでの長さに短くしている。受験生と猫の幽霊が憑いているが、本人は気にしていない。
木島ますみ（きじま ますみ）
大学生で青戸の先輩。青戸とは受験校近くの宿で知り合った。偏見が強く食べ物や人などに対する食わず嫌いが多いが、その割にはそれが良いものだと感じるとすぐに翻る。すっきりした性格。
坂上（さかがみ）
声 - 能登麻美子
枝島団地の近所の丘の上にある一軒家に在住している。青戸の1つ先輩で親友。メガネをかけている。体が不自由で健常者のように歩けない為、いつも歩行補助器具のロフストランドクラッチを使用している。体調不良時は外出できず、あまり学校にも出席できない為に2年留年しており、18歳だが未だに高一。文系に秀でており、部屋の本棚には物凄くたくさんの本がある。反面、理系の方は小学生レベルでみつおの手を焼かせるほど。野いちごを食べて口の周りを真っ赤にして走るともおを、『走れメロス』のメロスと重ねて、以来ともおのことをメロスと呼んでいる。のろしを通信手段として使う（読み取れるのはともおとケリ子だけで、ロケット花火を使うこともある。）。一見、冷静でマイペースだが、能天気で無邪気なところがあり、野次馬根性が強い。それゆえ、ともおを振り回すこともあり、青戸から注意されることもある。幼い頃は妖精を見ていたというほど思考がファンシーである。クッキーを焼いて、ともおやケリ子に振る舞う。ともおや青戸の良き相談役にもなる。根に持つところがあり、喧嘩などで火がついて、分別なくいらだつこともある。
沖田つよし（おきた つよし）
声 - 宮下栄治
枝島東中学校2年の男子で、君子とはクラスメイトで幼馴染み。30号棟に在住している。普段は無口で大人しい性格だが、ドジも多く、君子に世話を焼かせることが結構ある。父はドメスティックバイオレンスがあり、母はアルコール依存症であるため家庭内はかなり荒んでいる。彼自身も家庭を見限っている節があり、自分で3食弁当を作り、家を避けるようにいつも外で食べている。その姿を見た団地の子供たちからは「ガリベン君」という愛称で呼ばれる。学校では君子と同じバイオ部に所属。ともおを突き飛ばした父親を見て激怒し、殴って気絶させたりと、普段の大人しさからは想像できないような面もある。現在、母は酒を止めパートに出始め、父も落ち着いており家庭には平穏が戻りつつある。
熱海（あたみ）
声 - 山本和臣
枝島東中学校2年生の男子で君子と同じバイオ部に所属。グローバル思考で物事を考えるようなことが多く、時に自身の感情を無視して家庭の問題などの悩みから目をそらすところがある。勉強はできる方ではない。
熱血（ねっけつ）
声 - 金光宣明
枝島東中学校3年生の男子。本名は不明。野球部に所属していたが、足を大怪我した為に野球を断念。現在はバイオ部に所属し部長を任されている。熱血漢で暑苦しい性格の上に自己中心的な性格。そのため、昼休みにクラスメイトをグラウンドや屋上に誘っても誰も来ない。野球に未練があるらしく、放課後は野球部の練習を見て野次を飛ばしている。京野が言った元気ハツラツバリバリというフレーズに感銘を受け、京野を元気ハツラツバリバリなゲバ夫先輩と呼んで慕っている。
馬淵（まぶち）
声 - 利根健太朗
枝島東中学校3年生の男子で、12号棟に在住している。最初は部活に入ってなかったが、熱血から勧誘を受けたことでバイオ部に副部長として入部した。多少乙女チックで、魔法使いが出てくる漫画をよく読んでおり、バイオ部入部前は漫画から影響を受けて自身も魔法が使えると思い込んでいた。魔法使いがそうでない人に魔法を使うのは卑怯だとしてしばらく魔法を使おうとせず、替わりに日頃の努力などで物事を解決してきたため、頭が良く喧嘩も強い。魔法の杖として孫の手を常備している。
足利早人（あしかが はやと）
29号棟在住で、枝島東中学校1年生の男子。父の期待に応えるためにマラソンに励んでいる。一方で本当は小説家になりたいと思っており、小説を書いている。小説を書く際に沖田について君子に尋ねたのが縁でバイオ部に入った。坂上に好意がある。
京野（きょうの）
1年前、青戸と同じクラスだった高校生。人の話をあまり聞かず、楽観的。いつも昼食がパンばかりだったため、弁当に対して憧れを抱いていた。青戸と弁当を交換したのが縁で、よく青戸に付きまとうようになる。青戸からは「ゲバ夫」という妙なあだ名で呼ばれている。団地ではなくマンションに住んでいる。
高砂
枝島東中学校3年生の女子で熱血のクラスメイト。愛想がなくて感情表現が相手に伝わりづらく、相手に誤解されやすい。そのため、クラスでも1人でいることが多い。熱血はそのような特徴に理解を示していて、何とかして感情を表に出させようと試みている。高砂も熱血には次第に感情を示すようになる。
穴田とみ子（あなだ とみこ）
声 - 中嶋ヒロ
3号棟在住。枝島東中学校2年生の女子で君子の友達。3号棟で大蛇のアナコンダが飼われているという噂が流れている時に、リコーダーを吹きながら下校していたので、それを見たともおに蛇使いと間違えられた。太っているのが悩みだが、その原因は彼女自身にある。ちなみに、中学2年にしては巨乳。テニス部所属。熱血にボクシングの才能を見い出された。
玉川正一
声 - 小村哲生
13号棟在住。すでに死んだ双子の弟がいる。人当たりの悪い性格で荒れていたが、それと反対に良い人で通っていた弟と間違えられていく内に自身の中で「何かが」変わり始める。弟の死をよく理解していない団地内の子供を見て、ある時から弟の方を名乗り始め、生前弟が子供達との間で交わした約束を果たす為に奔走する。約束を果たした後も弟と間違われることがあるが、徐々に兄の方として周囲にも認知されている。
阿羅間年也（あらま としや）
声 - 金光宣明
12号棟に住んでいるプロ野球選手（投手）。選手歴は20年と長いが、1軍と2軍の行ったり来たりしている。カトリーヌのメリーゴーランズとの選手3人とトレードされた1人。若手時代に仲が悪かった鮫島選手が、自身の所属するスクリューズの監督になる際にはクビを覚悟していたが、選手時代の経緯は白紙にすると言われ、現役の継続を発表した。罰シリーズではプロ入り初のホームランを放った。2軍に降りて、二軍球場を再建したこともある。団地で阿羅間がプロ野球選手だと知っているのはともおと吉本ぐらい。試合に負けると、団地付近でともおに怒鳴られることがある。
カトリーヌ
声 - 箭内仁
極東スクリューズのスラッガー。ともおがファンで愛してやまない選手。だが近年成績不調でメリーゴーランズの選手3人とトレードされた。このトレードにスクリューズのファンでもあるともおはショックが隠せなかったが、どこのチームに行ってもカトリーヌのファンであり続けている。「カトリーヌ」という名前は本名ではなく出身国のカトリーヌ公国からとったものである。しかし何故か息子の名は「カトリーヌ・ジュニア」である。カトリーヌ公国の言語と日本語を喋ることができる通訳は1人しかいないが、通訳（声 - 佐々木啓夫）の日本語が変なので何かと意思の疎通に苦労してきた。
とし子（としこ）
哲子の学生時代の同級生で、哲子が若い頃の髪型に戻すきっかけとなった人物でもある。アニメでは移動型スーパー「おふくろ号」を運営し枝島団地付近で弁当を販売するというストーリーがある（第64話）。
スーパーしらとり店長
声 - 藤沼建人
哲子のパート先の店長。
日村（ひむら）
29号棟在住で、ライターをしている。少し軽薄なところがある。
寿々木（すずき）
4号棟在住。その昔、寿々木と楠部（くすべ）の2人が行ったある悪ふざけが原因の交通事故で、当時4号棟に在住していた竹田花子の家庭が崩壊してしまう。花子は復讐の為に仮名村カナと名乗り、寿々木と楠部の2人に取り入り偽りの仲を築く。花子は楠部と結婚したが、その後、自分が家族と幸せに過ごしていたこの4号棟で、幸せを噛みしめながら暮らしてほしいと言い残して去っていく。楠部が5年間過ごした後に、入れ替わるように寿々木が入居。以来1人花子からの復讐として団地で悶々と過ごしている。
佐賀（さが）
声 - 土師孝也
喫茶マスターの入っている駅前雑居ビルの2階に、佐賀探偵社という事務所を構えている私立探偵。佐賀が事務所の家賃も払えそうもない時は、ビルの大家でもある喫茶マスターのマスター（声 - 長克巳）が、家賃とカレーライスを肩代わりに佐賀へ仕事の依頼することもある。一応名探偵らしく、本編での事件は全て解決した。
大黒
25棟在住で、作中で明確な説明はないが、妻、娘（やす子）との3人暮らしのサラリーマン（10巻第7話）。中学時代のあだ名は「やっちん」。娘との会話などを「やす子との思い出日記」に記録している。会社で有休を数年間取らなかったため、上司からの命令で2週間の長期休暇を取得した。長期休暇中に何かやることがないかを探していたところ、サッカーをしているともお達を見かける。そこで誰もゴールキーパーになりたがらないのを見かねてゴールキーパー役として名乗りを上げる。ナイスなプレーを続けるうちに、少年たちから自然に「ナイスさん」と呼ばれ、以後隣町の少年たちからも助っ人の声がかかるほどの人気者となった。
西中の番長（にしちゅうのばんちょう）
枝島西中学校の生徒。喧嘩が強く隣の中学校の不良グループとの決闘で猛威を振るっているようである。実はイルカが好きで将来飼いたいと思っているほどだが、立場上、連れには言えないでいる。そのため、同じくイルカに関心のある熱海と話すようになる。
毛利（もうり）
会社員ゲーマー。子供の頃からゲームにのめり込んでいる。仕事帰りにゲーセンに立ち寄り、難易度の高いシューティングゲームを何周かクリアする。ゲームの達人として子供達のヒーローであり、「キング」と呼ばれるようになる。よしのぶからは弟子入りを願われるほど尊敬されている。職場では三流社員で周りの社員からバカにされるくらい地位が低いが、ゲームで培ってきた忍耐力・集中力・逃避力で周りの目を気にしないようにしている。高校時代の同級生に惚れたのをきっかけに社外ではエリート社員であるかのように振る舞うことがあった。後のチャンプとはライバルである。
チャンプ
大枝電器に勤務する社会人。本名は不明。母親と妹と同居している。ゲームの達人で、キング（毛利）のライバルであり、キング同様子供達のヒーロー。枝島小学校4年3組がチャンプ派で4年2組がキング派という形で分かれている（それでもよしのぶは陰ながらキングを尊敬し続ける）。キングとは異なり子供っぽさを隠さず自然体で振る舞っていて、仕事の合間に子供達と「虫カード」のゲームで少し遊んだりもしている。キングとはゲーセンで対戦する以外特に接点を持たなかったが、仕事中に遭遇したことをきっかけに親密に話すようになった。大きめな体格のせいか、よく仕事中に訪れた客の家で食事を振る舞われることが多い。よそで食事をする際は綺麗に食べるが、家では汚く食い散らかす。
マスコン
声 - 楠田敏之
委員長（立花節子）の鉄道愛好会仲間。職業はシェフ。オフ会仲間では一番年上。
パンタグラフ
声 - 吉開清人
委員長の鉄道愛好会仲間。大学生。描き鉄とは仲が接近し、二人でお金を貯めて豪華寝台特急に乗る約束をするが、描き鉄が大手企業グループ会長の娘であることを知ると、ショックで一度愛好会から遠のいてしまう。その後、委員長の説得もあり、すぐ愛好会に戻った。どじを踏むことがたまにある。
描き鉄（かきてつ）
声 - 岡田栄美
委員長の鉄道愛好会仲間。大学生。もともと関西在住だが、大学入学を機に枝急電鉄近辺の地区に引っ越した。鉄道関連のものを見て興奮するとすぐスケッチを描き出すが、絵はヘタである。眼鏡を掛けていて質素な格好をしているが、実は大手企業グループ「姫急グループ」会長の娘である。オフ会仲間はそれを知ったときに衝撃を受けた。描いた絵が姫急グループを通して出展されることもある。

### 人間以外のキャラクター
枝島団地周辺に生息のカラスたち
オレ（キャスト紹介で表記）
声 - 東地宏樹
団地近くの森に暮らすカラスの中の1羽で、人間に対して非常に強い関心を持っている。枝島団地周辺の人間を日々観察している。飼い犬を愚鈍な連中だと嘲笑い頭上に小石を落とす。つがいのメスと子供がいる為、エサ取りにも奔走している。
コンビニ
声 - 宮下栄治
コンビニから良質なエサを捕って血色もよかったカラス。車に突っ込んで頭にけがを負って以来、その部分だけ逆毛になっていた。うろたえる人間の顔をもう一度みたいと、走行中のタンクローリーへのダイブを敢行し、ぺしゃんこになって死亡した。
おっさん
幼い頃、人間にライターで頭を焼かれ頭の禿げたカラス。人間に対し造詣が深く、特に禿げた人間に対しては親近感を持つ。
アシナガ
長く強靱な足を持ち、他のオスの何倍ものエサを運ぶことができたカラス。「俺に運べないエサはない」と自分を過信し、鳥籠ごと鳥を捕ろうとしたが失敗し、人間に捕まって死んだ。

受験生の幽霊
受験勉強の重圧に耐え切れず首を吊った青年の幽霊。自殺した旅館の客室に毎晩現れては勉強に励んでいたが、そこに宿泊した青戸に取り憑いた。幽霊の猫を飼っている。
猫の幽霊
河原に捨てられていたところをおっさんらカラスの集団に喰い殺された仔猫の内の1匹。受験生の幽霊とともに青戸の家に居座っている。
チビ
飼い主によって100キロメートルも離れた箱根に捨てられた猫。帰巣本能によって飼い主の元へと舞い戻る途中、枝島団地内で力尽きて倒れる。死を覚悟していたが、団地の住民の介護で一命を取り留める。その後、元飼い主のよし子と再会するも見捨てられ、今度は猫の幽霊に協力を得て自分を助けてくれた住民達への恩返しに立ち上がった。
クモ
木下家に長く住んでいて、木下一家の事を知り尽くしているクモ。鉄雄に送る段ボールに入って一度外の世界へ出かけたが、再び木下家に戻る。
ハヤブサ
一昔前のプルタブが胴に挟まり外れなくなってしまった巨大なミミズ。ともおに捕獲され、生き物達への虐殺の恐怖が渦巻く木下家に抑留される。ミミズ達の中で伝説の地といわれるナカオチを目指し逃亡した。

## 枝島団地周辺の商店・施設
- たにしマート
枝島団地の近所にあるコンビニエンスストア。大手ではないが、団地の住民にはよく利用されており、団地住民の今野裕二と間が主にシフトに入っている。特に子供達には漫画雑誌の立ち読みの場として重宝されている。夜にともおが牛乳を買いに行かされる時もここを利用している。外に古いゲーム機が2台設置してある。筋肉質な店長がいる。
- よつや（駄菓子屋）
- BOOKSタラコ
本屋であり、ともおがここで本を買っている。
- スーパーしらとり
哲子がパートとして働いている店である。
- 枝島ショッピングモール
- 素々軒
- 喫茶ワラシ
- 喫茶マスター
- 野口酒店
- 居酒屋呑べえ
- シネマエダジマ
- 将棋サロン
- そろばん教室
- 佐賀探偵社
- コンビニ・わかめ（2巻第1話）
- たにしストア（6巻第5話）
- しじみマート（アニメ第8話）
- アサリマート（アニメ第38話）
- スーパー半額（2巻第7話）
- エダジマデパート（10巻第1話ほか）
- ホームセンターエダクマ（22巻第2話）
- 佐藤うどん（2巻第14話）
- パズルピザ（2巻第14話）
- 大和青果（2巻第14話）
- 丸ヰベーカリー（6巻第9話）
- 舟越金物店（6巻第9話）
- 流田商店（23巻第7話）
- しなや（ラーメン屋、閉店、7巻第3話）
- ラーメン粋（18巻第18話）
- 回転寿司UMA（18巻第18話）
- スマイルバーガー（16巻第6話）
- 焼田肉店（13巻特別編）
- ほかほか弁当の山田（アニメ第2話）
- おかしの安井（21巻第1話）
- 喫茶ファンシー（16巻第1話）
- 居酒屋球宴（17巻第5話）
- 熊酒（アニメ第60話）
- スナック水虫（2巻第12話）
- パブしいたけ（アニメ第5話）
- 雀荘犬（15巻第3話ほか）
- エダジマ座（アニメ第17話）
- 薬師ドラッグ（3巻第10話ほか）
- ヒデキドラッグ（2巻第10話）
- デンキ（2巻第3話）
- エダジマデンキ（6巻第8話）
- フクヤ（13巻第16話ほか）
- なないろパーマ イレブン（9巻第7話ほか）
- 理髪キリヤマ（24巻第10話）
- 大塚文房具店（アニメ第29話）
- 井上模型店（アニメ第46話）
- 片琴英会話教室 出前教室（9巻第13話）
- ETOEN（15巻第12話）
- 枝島不動産（6巻第9話）
- 押売不動産（21巻第14話）
- フィッシュパークなかおち（10巻第10話）
- 枝島ハイキングコース（6巻第10話）
- 枝島ボウル（18巻第17話ほか）
- 枝島タワー（21巻第11話）
- 枝島マリンパーク（16巻第18話）
- 枝島シーパラダイス（アニメ第52話）
- 枝島魚市場（21巻第1話）
- 市民図書館
- 枝島団地集会場
子供会や老人会、緑化委員会などの会合から料理教室や子育て講座、通夜会場まで広く使われている。団地のグループや個人が借りて活動していることもある。
- 枝島小学校
ともおや吉本などが通っている学校。新校舎と旧校舎がある。
- 枝島東中学校
君子などが通っている学校。
- 枝島西中学校
- 枝島高校
- 枝急枝島駅
- 枝島病院
- 枝島警察署
- 枝島派出所
- 枝島郵便局
- 枝島自動車教習所
- 枝島銀行（19巻第18話など）
- 枝島清掃局（7巻第10話）
- 枝島ホール（14巻第5話）

## スポーツ大佐
『スポーツ大佐』は作中に登場する架空の雑誌『週刊少年スペリッツ』（アニメでは『週刊スピッツ』）の人気連載漫画（いわゆる作中作）。男子（一部除く）に大人気で、『スペリッツ』が発売されればすぐにコンビニで立ち読みしている。スポーツ大佐が様々な相手との戦いで幾戦もの勝利を上げるというストーリー。作中ではアニメ化および映画化がされている。玩具やガチャガチャ、菓子、ゲームソフト、ポスター、文房具、Tシャツと様々な関連商品も販売されていて人気の高さがうかがえる。子供達に一番人気がなかった話は、大佐が戦うのをやめて働くことを決意した「就職編」。反面、大人たちには人気があった。なお、単行本の終末には『スポーツ大佐』のエピソードが毎回描き下ろしで収録されている。
作中でのエピソード
- 「またまた大ピンチ」（3巻第4話）
- 就職編「就職だ大佐!!」「初出社だ大佐」（4巻第14話）
- 「マトリックス編」（6巻第14話、アニメ第21話では「ラビリンス編」）
- 「クリスマス編」（アニメ第21話）
- 「ひとり旅編」（8巻第9話）
- 「サラリーマン編」（8巻第13話）
- 「九九編」（9巻第5話）
- 「教師編」（9巻第15話）
- 「脱獄編」。（10巻第12話）
- 「くいだおれ編」（11巻第5話）
- 「マジシャン編」（12巻第9話）
- 「スパイ編」（14巻第17話）
- 「胃もたれ編」「迷宮編」「血みどろ編」（アニメ第55話では「怒りの脱出編」）（15巻第10話）
- 「大佐が飛んだ」「さらばカラス」「カラス死にません」（21巻第13話）
- 「大佐の不運」「大佐の決断」「がっぷり四つ」「クマが一枚上手」（21巻第18話）
- 「脱出編」（アニメ第31話）

単行本終末のエピソード
- 「また刺客がきた!!」（3巻）
- 「刺客に呼ばれた!!」（4巻）
- 「刺客と湯治」（5巻）
- 「がんばれ刺客」（6巻）「続・がんばれ刺客」（7巻）
- 「さみしがりやだ大佐」（8巻）
- 「ヤングスポーツ大佐」（9・10・11巻）
- 「カモン大佐」（12巻）
- 「ポールが来る」（13巻）
- 「〜三途編〜」（14巻）
- 「お供編」（15巻）
- 「ベリーヤングスポーツ大佐」（16巻）
- 「ワールドカップ編」（17巻）
- 「ゾンビ編」（18巻）
- 「スポーツ大佐2」（19巻）
- 「ポールの娘編」（20巻、23巻）、「続・ポールの娘編」（21巻）

現実のテレビアニメでは、2007年にNHKが製作した「アニ＊クリ15」第2シーズンの1作品として「スポーツ大佐 第18話『刺客が山狩りに来た!!』」が放送された。STUDIO 4℃制作。

### スポーツ大佐の登場キャラクター
スポーツ大佐
声 - 中村秀利
国籍不明のサイボーグ軍人。耳は餃子、左手は山芋、ちんぽはキノコ、脳みそは牛筋でできている。スポーツ大佐という名前は恩師「ポール」の「ポ」を貰ってつけられた。軍人であったが、サイボーグであることがバレて軍を解雇され、家族同様に大事にしていた軍に対し宣戦を布告し、人類を守るために戦う。常にお供のカラスとクマを従えている。戦い方は極めてバイオレンスで、相手が武器を捨てようが敵であろうと味方であろうと容赦なく殺戮する、言わば目的の為なら手段を選ばないタイプ。軍との激闘の末恩師ポールと決戦し殺害。その後エイリアンなどを一方的に虐殺していく。口癖は「THANK YOU!」や 「NO THANK YOU!」。
カラス
声 - 坂本千夏
クマと一緒に大佐のお供をする。戦闘時は味方であるにもかかわらず大佐に真っ二つに両断されてしまう。なにかと日常生活に不器用な大佐の世話をする。「第2クールで絶望だぜともお」では、アニメの中の「スポーツ大佐」新シリーズスタッフの意向により一時的に擬人化されていたことがある。
クマ
声 - 金光宣明
カラスと一緒に大佐のお供をする。カラスと違い「ガーガー」としか鳴けず、作中ではほとんど台詞がない。
ポール
声 - 大塚芳忠
大佐の名付け親および師匠。葉巻を常に銜えている。八百屋を営んでいたが、悪の組織によって悪に目覚める。大佐の家族を皆殺しにしたことで、怒りに燃えた大佐に首を刎ねられて命を落としたかに見えたが、今も首だけで生き続けている様子。
ポールの娘
声 - 竹内恵美子
路頭に迷う若かりし大佐に声をかけ、家に案内した。大佐によって父が殺された後は、軍に入って大佐に復讐を誓う。一度大佐を渋谷に呼び出したときは花粉症のせいで戦いにならなかった。その後も幾度となく大佐を狙うが失敗し、軍をクビになる。その後、軍の刺客によって殺されかかるところを大佐に救われ、以後行動を共にしている。
懐妊する女
大佐の第一の刺客。大佐は女が寝る隙を通り抜けて退けた。
黒頭巾の男
大佐に「羽化してから戦え」と第二の刺客である芋虫を置いてゆく。大佐は芋虫が羽化するまで長い月日を費やすことに。
腰の悪い刺客
歩くのもつらそうな老人の刺客。大佐に戦いを挑むも大佐を前にしてぎっくり腰になってしまう。その後、大佐が腰につけていた福引券が当選し、大佐と共に湯治に向かう。
マリオ君
剣が比較的得意な刺客。大佐をおびき寄せるためにポールの娘に度々近づくが失敗する。
ゾンビ犬
大佐に噛みついたが、とどめを刺すことはできなかった刺客。後に大佐のお供になる。
鹿句
ポールに指示され、まずポールの娘に近づいた刺客。ポールの娘のことを考えて大佐を殺すことに躊躇したため、ポールによって始末される。
イヌ先生
声 - 西山宏太朗
「九九編」で大佐に算数を教える。
所長
「脱獄編」に登場する極悪刑務所の所長。外見は財津校長に酷似。

## プロ野球リーグ
球団は藻（も）リーグと蛾（が）リーグとに分かれている。
藻リーグは6球団あり、判明している球団は極東スクリューズ、シャイニングス、ドッグソックス、フリーダムス、それにフラワーズとキャットタイガーズである。
蛾リーグ所属球団としてはメリーゴーランズが判明している。
（以上、11巻第11話、15巻第6話、17巻第5話参照）

### 藻リーグ所属チーム
極東スクリューズ
阿羅間が所属するチーム。マスコットキャラクターは熊のクマ子。ともおたちが生まれてからは優勝したことが無いほど現在は弱い。
かつてカトリーヌが四番を務めていたが、成績不振のためメリーゴーランズの阿羅間らとトレードされた。試合中に眠ってばかりいた前監督に替わって、メリーゴーランズのコーチ時代に阿羅間と仲の悪かった鮫島（声 - 咲野俊介）が新監督に就任した。
所属選手
- 阿羅間（投手、背番号58）
- 英須（投手、背番号18）
- 場名々（投手、背番号22）シャイニングス一時移籍中は背番号51（17巻第5話）
- BAN（捕手、背番号20）（11巻第11話）
- カトリーヌ（後にメリーズへ移籍）
- サイトウ（投手）（アニメ第28話）

シャイニングス
所属選手
- 安部（投手）（17巻第5話）
- 香川（投手）（17巻第5話）
- 春巻（投手）（17巻第5話）
- 取手（背番号00。引退）（7巻第1話）

ドッグソックス（過去にカトリーヌが在籍）

フリーダムス（15巻第6話）

フラワーズ（15巻第6話）

キャットタイガーズ（15巻第6話）

### 蛾リーグ所属チーム
メリーゴーランズ
略してメリーズと呼ばれることが多い。かつて阿羅間が所属していたチーム。現在はカトリーヌが四番を務めている。カトリーヌの通訳が行った無茶苦茶な通訳が原因で、監督である森（声 - 後藤光裕）とカトリーヌが大喧嘩になったことがあった。所属選手の名前の多くが背番号と同じである。
所属選手
- カトリーヌ（CATHERINE、外野手、背番号44）

メリーゴーランズの主砲。極東スクリューズから移籍して以来活躍を始めた。外野手であるが、プロ野球ポジション対抗歌合戦では内野チームに所属した（9巻第13話）。
- ヤギ（アニメ第28話）

### その他のチーム
キャットタイガーズ（所属リーグ不明）
所属選手
- ジェイミー（投手）（17巻第5話）
- 久保川（投手）（17巻第5話）
- 藤田（投手）（17巻第5話）

### 最弱決定戦（罰シリーズ）(11巻第11話)
日本シリーズが第7戦までいかずに終了した場合に、余った日程を利用して藻リーグと蛾リーグの各最下位チームが行う、真の最下位決定戦である。
日本シリーズの残り試合を予定していた球場で試合が行われ、日本シリーズの該当試合のチケットが罰シリーズのチケットとして流用される。
収益は全て、開催する球場のチームが取得し、罰シリーズ参加チームへの配分は無い。最大3連戦で、雨などで中止になった分の延期はない。

## 作中に子供達の間で流行った遊び
虫カード
作中の子供達の間で遊ばれるカードゲーム。2個のサイコロを使い、出た目に応じてカードに書かれた昆虫同士を戦わせる。ゲームのストーリーは、突然荒野に放り出された子供達がその日の食料を手に入れるためにかつての友と戦いを繰り広げるという「夢がない」もの。そのためかゴキブリ、カメムシ、カマドウマ等の地味な昆虫が登場する。後にともおたちが手作りのオリジナルキャラクターを使用してもよいという新ルールを導入した。携帯ゲーム版も発売されている。
戦えバーコードパートナー（8巻第4話）
虫カードと同じメーカーが発売した市販の製品のバーコードを使用するゲーム機。製品のバーコードを読み取らせてそれをパートナーとし、えさとなる製品のバーコードを読み取ってパートナーをきたえていく。ともおが福引きで当てて入手したが、つまらなさそうだと根津に譲渡。後に根津とみつおが遊び始めてから枝島団地の子供達の間で流行ったが、1台しかないゲーム機の取り合いになったところを、ともおのじいちゃんに取り上げられた。
スクールテクニック（4巻第7話）
ペン回し、下敷き回し、イスバランス、指パッチン、ペンバランスなど、達人になっても自慢できず、むしろ大人に嫌がられそうなアウトローな要素の入った遊びの名称。つまらない学校生活の癒しにと根津が提唱・命名した。子供達の間でしばらく流行ったが、皆が飽き始めた頃に、学級委員長の立花節子が禁止案を出し、多数決で可決され放課後も含めて全面禁止となった。
武闘派サラリーマンシリーズ
作中に出てくる架空のテレビゲームで、シリーズは1 - FINALまで出ている。シリーズ1のストーリーは「主人公の名もなきサラリーマンが理不尽な解雇をされその復讐の為に、ビルの最上階の社長室を目指していく」というもの。雑誌の付録に初代の武闘派サラリーマン1が付属していたことにより、一時期子供達の間でこのゲームの攻略が流行った。あまりに激ムズな為に攻略不可能と思われたが、このゲームの経験者の今野裕二の兄から裏技を伝授され、ともおと吉本の2人が完全攻略を果たした。ともお達は他のシリーズでも遊んだ。
大佐ドンジャラ
スポーツ大佐のキャラクターを使用したドンジャラ。字牌24枚、「大佐牌」20枚、「刺客牌」36枚、「お供牌」36枚、「食事牌」36枚の計152枚の牌を使ってゲームを行う。麻雀で言うところのロンがサンキュー、ツモがノーサンキュー、チーがパンチ、ポンがキック、カンがチョップ、ドラがサラリーというようになっており、局は熊（クマ）やポといった名称になっている。サンキューで上がると振り込んだ側が試練カードを引き、カードに書かれた内容（公園一周や逆上がり、リフティングなど）を実行する。自分の手牌に「大佐牌」暗刻が揃うと、大佐パーツを装着するシステムになっており、ヅラ、ヒゲ、右耳、左耳、カラスの全てのパーツが揃うと大佐大変身となる。大佐ドンジャラの牌の設定資料は単行本7巻に収録されている。
スペースドッグ
たにしマートの外に設置しているアーケードゲーム。犬を操作して、障害物をビームで倒していくゲーム。ビームを受けるごとにライフが1減り、0になったらゲームオーバーとなる。全部で3面ある。今野によるとこのゲームはかなり難しいらしい。1回50円で遊ぶことができる。

## 団地ワールドカップ（8巻第3話）
4年に一度、枝島団地の子供達によって開催されるイベント。サッカーワールドカップと冬季オリンピックが重なる年に、子供達が競技熱に浮かされてやり始めたのが始まり。「射撃」「サイクリング」「ダウンヒル」を2人1組で行う複合競技。予選を射撃とサイクリングで行い、最高タイムを出した1組がダウンヒルで記録を目指すというもの。第3回大会は、近年の宅地造成で団地周辺の地形が大幅に変わってしまった為に、大会の開催は不可能と思われたが、ともお達のアイディアとチームワークで乗り切り、団地ワールドカップ新時代の幕開けとなった。なお、記録保持者は第1回大会出場の青戸秀美であるが、ともお&吉本ペアの記録が作中では判明していない為に暫定となる。
予選 第一種目 「射撃」
所定の場所から石を投げて三又の木の真ん中の枝に命中させる。第3回からは駐車場ができていたのでフェンス越しに狙うようになった。
予選 第二種目 「サイクリング」
片方の選手が相方の足を持ち、もう一方の選手は手を使い前進。中間地点の駄菓子屋で糖分を補給し折り返す。第3回開催時は中間地点の駄菓子屋がなくなっていたので、同じ場所にあるコンビニのたにしマートへ変更された。
メイン競技 「ダウンヒル」
団地のはずれの広大な芝生の斜面をすべり落ちる。第3回の開催時は芝生が宅地造成され住宅地になっていた為、端の空いたスペースを利用して強行開催。しかし、デコボコ道、通過スペースギリギリのエリア、ジャンプ地点、途中塀を迂回するなど、難易度は飛躍的に向上した。
第1回大会代表選手
- 青戸 秀美
- （パートナーは不明）

第2回大会代表選手
- 木下 君子
- 真木 ゆり

第3回大会代表選手
- 木下 友夫
- 吉本 雅人

## 作中に出てくる漫画
- スポーツ大佐
- ぶつぎり君
- プラナリア君
- はとバスさん（8巻第4話）
- 少年オイラ（アニメ第12話ほか）
- まんが 宇宙旅行（15巻第5話ほか）
- 週刊乙女（10巻第6話ほか）
- 週刊少女（11巻第4話ほか）
- 週刊魔法少女（アニメ第65話）
- 少女モモンガ（4巻第15話）
- 魔法少女フラワー（8巻第14話）
- 魔法少女忠臣蔵（10巻第8話）
- 少女フラワー（21巻第5話）
- 見習い 魔法少女マギ江（22巻第21話）
- ハンドリフター玉田（18巻第12話）
- マンガゴミやしき（9巻第11話）
- マンガ納豆（9巻第11話）

## テレビアニメ
2013年4月から2015年2月まで、NHK総合にて放送された。当初の放送予定は1年であったが、好評のため延長が決定し、2年目が放送された。基本的に全ての映像が3DCGによるトゥーンレンダリングアニメとして制作されている。2015年4月から2017年3月までEテレにおいてセレクション放送で再放送された。
特番・スペシャル版
本放送開始前の2013年3月31日には特別番組『4月放送開始! アニメ「団地ともお」スペシャル 〜よゐこがともおを大研究〜』を放送。その後も深夜のセレクション放送が何度か行われた（2014年3月21日　副音声で実況を交えながらのセレクション放送　『よゐこが選ぶオトナも見たい!団地ともおセレクション・濱口編』、2014年3月28日に『よゐこが選ぶオトナも見たい!団地ともおセレクション・有野編』など）。
2015年8月14日には戦後70年をテーマにしたスペシャル版として、『「団地ともお」スペシャル〜夏休みの宿題は終わったのかよ?ともお〜』をNHK総合テレビで朝8時15分〜9時に放送した。

### スタッフ
- 原作 - 小田扉[1]
- 監督 - 渡辺歩[1]
- シリーズ構成 - 山田隆司[1]
- ディレクター - イシグロキョウヘイ[6]（#1-#39）、内田信吾[1](#40-#78)
- キャラクターデザイン - 桑波田満[1]
- CGディレクター - 佐藤真澄、阿部明日香[1]
- 美術監督 - 田尻健一[1]
- 美術セットディレクター - 桃内ツトム[1]
- 色彩設計 - 小日置知子[1]
- 撮影監督 - 権田光一[1]
- 音響監督 - 亀山俊樹[1]
- 音楽 - 長谷川智樹[1]
- アニメーションプロデューサー - 内田哲夫(#1-#20)、榊󠄀原智康(#21-#78)[1]
- 制作統括 - 福田貴美子(#1-#12)→柏木敦子(#13-#78)、土橋圭介(#1-#58)→吉國勲(#59-#78)、長谷川友紀(#1-#78)[1]
- アニメーション制作 - 小学館ミュージック&デジタル エンタテイメント[1]
- 制作 - NHKエンタープライズ[1]
- 制作・著作 - NHK、小学館集英社プロダクション[1]

### 主題歌
オープニングテーマ「団地でDAN! RAN!」
作詞 - 増子直純、キヨサク / 作曲 - 上原子友康 / 編曲 - 怒髪天 / 歌 - 怒髪天 feat. キヨサク（MONGOL800）
コラボレーションのきっかけは、アニメ制作サイドから主題歌制作の依頼を受けた怒髪天が、「MONGOL800のキヨサクなら「団地ともお」が描く「家族の絆」や「地域のつながり」といったイメージにぴったり合う」と提案したことによる。
エンディングテーマ
「スタートライン!」（第1-20話）
作詞・作曲 - Soner Pocket / 編曲 - 木之下慶行 / 歌 - ソナーポケット
「スーパスマイラー」（第21-39話）
作詞・作曲 - LIFriends / 編曲 - LIFriends、タナカアキヒサ / 歌 - LIFriends（リフレンズ）
「アカネ」（第40-52話）
作詞・作曲 - 佐々木亮介 / 編曲 - 弥吉淳二、a flood of circle / 歌 - a flood of circle
「フレンズ!フレンズ!」（第53-65話）
作詞 - jam / 作曲・編曲 - 多保孝一 / 歌 - Rico
「ふたりで歩けば」（第66-78話、SP）
作詞・作曲・歌 - 山崎あおい / 編曲 - 島田昌典
挿入歌
「スポーツ大佐のテーマ」
作詞 - 増子直純 / 作曲 -上原子友康 / 編曲・歌 - 怒髪天
「ともお絵描き歌」
作詞 - 小田扉 / 作曲・編曲 - 長谷川智樹 / 歌 - 木下ともお

### 各話リスト
基本1回の放送で2つのストーリーが放送されているが、2014年4月からは1回の放送でストーリーが3つ放送される回がある。
| 話数   | サブタイトル                                 | 脚本                     | 絵コンテ                 | 演出                         | 放送日         |
| ------ | -------------------------------------------- | ------------------------ | ------------------------ | ---------------------------- | -------------- |
| 第1話  | 春休みの計画表を作るともお                   | 山田隆司                 | 渡辺歩                   | イシグロキョウヘイ           | 2013年 4月6日  |
| 第1話  | 春休みの習い事を探すともお                   | 山田隆司                 | 渡辺歩                   | イシグロキョウヘイ           | 2013年 4月6日  |
| 第2話  | 団地で僕と握手だともお                       | 山田隆司                 | たかおかきいち           | たかおかきいち               | 4月13日        |
| 第2話  | 花より団地ですよともお                       | 山田隆司                 | たかおかきいち           | たかおかきいち               | 4月13日        |
| 第3話  | 留守番を買って出るともお                     | 田辺茂範                 | 神谷純                   | 天野久児                     | 4月20日        |
| 第3話  | 仲良きことは美しいのかなともお               | 田辺茂範                 | 神谷純                   | 天野久児                     | 4月20日        |
| 第4話  | 連休にして父を想うともお                     | あべ美佳                 | たかおかきいち           | 金田貞徳                     | 4月27日        |
| 第4話  | あの坂を登っていくともお                     | あべ美佳                 | 神谷純                   | 金田貞徳                     | 4月27日        |
| 第5話  | 王国建設をもくろむともお                     | 土屋理敬                 | 飯村正之                 | 飯村正之                     | 5月11日        |
| 第5話  | 亀の甲より年の功だよともお                   | 土屋理敬                 | 飯村正之                 | 飯村正之                     | 5月11日        |
| 第6話  | 寝言に答えるなともお                         | 山田隆司                 | まついひとゆき           | 内山まな                     | 5月18日        |
| 第6話  | 団地で部屋をゲットだともお                   | 山田隆司                 | まついひとゆき           | 内山まな                     | 5月18日        |
| 第7話  | 伝言ゲームに踊らされるともお                 | 田辺茂範                 | 誌村宏明                 | たかおかきいち               | 5月25日        |
| 第7話  | 奇跡を信じるかいともお                       | 田辺茂範                 | 誌村宏明                 | たかおかきいち               | 5月25日        |
| 第8話  | 目指せハイスコアだともお                     | 土屋理敬                 | きみやしげる             | きみやしげる                 | 6月1日         |
| 第8話  | 過去を垣間見ちゃうぞともお                   | 土屋理敬                 | きみやしげる             | きみやしげる                 | 6月1日         |
| 第9話  | 子供だましでいいじゃないともお               | あべ美佳                 | 羽原久美子               | 天野久児                     | 6月8日         |
| 第9話  | キューピッドはできるのかよともお             | あべ美佳                 | 羽原久美子               | 天野久児                     | 6月8日         |
| 第10話 | 計画性がなくてもいいのかともお               | 山田隆司                 | 古田丈司                 | アミノテツロ                 | 6月15日        |
| 第10話 | 女子高校生の伝書鳩だねともお                 | 山田隆司                 | 古田丈司                 | アミノテツロ                 | 6月15日        |
| 第11話 | 何なら喜ばれるんだろうかともお               | 田辺茂範                 | 飯村正之                 | 飯村正之                     | 6月22日        |
| 第11話 | 汝（なんじ）の隣人がライバルだぜともお       | 田辺茂範                 | 飯村正之                 | 飯村正之                     | 6月22日        |
| 第12話 | 最強の乗り物になってやるともお               | 田辺茂範                 | まついひとゆき           | 金田貞徳                     | 6月29日        |
| 第12話 | 道徳を甘く見るなよともお                     | 土屋理敬                 | まついひとゆき           | 金田貞徳                     | 6月29日        |
| 第13話 | 平賀源内だぜともお                           | あべ美佳                 | たかおかきいち           | たかおかきいち               | 7月6日         |
| 第13話 | 母さんだってナイーブだぞともお               | あべ美佳                 | アミノテツロ             | たかおかきいち               | 7月6日         |
| 第14話 | 雨に唄（うた）えばうんざりだぜともお         | 山田隆司                 | きみやしげる             | きみやしげる                 | 7月13日        |
| 第14話 | マークシートは黒く塗れともお                 | 山田隆司                 | きみやしげる             | きみやしげる                 | 7月13日        |
| 第15話 | 黒板なんか拭きまくれともお                   | あべ美佳                 | アミノテツロ             | 丸山由太                     | 7月20日        |
| 第15話 | ヒッチコックな夏だぜともお                   | 田辺茂範                 | アミノテツロ             | 丸山由太                     | 7月20日        |
| 第16話 | 父さんを召喚するんだともお                   | 土屋理敬                 | 鈴木輪流郎               | 鈴木輪流郎                   | 7月27日        |
| 第16話 | 有楽町で会いましょうともお                   | 土屋理敬                 | 鈴木輪流郎               | 鈴木輪流郎                   | 7月27日        |
| 第17話 | 家族の仲を取り持つんだともお                 | 田辺茂範                 | 飯村正之                 | 飯村正之                     | 8月3日         |
| 第17話 | 何か写ってるぞともお                         | 田辺茂範                 | 飯村正之                 | 飯村正之                     | 8月3日         |
| 第18話 | お前は時代に流されていけともお               | 土屋理敬                 | 米田和博                 | 米田和博                     | 8月24日        |
| 第18話 | 幼なじみは元気かいともお                     | 土屋理敬                 | 米田和博                 | 米田和博                     | 8月24日        |
| 第19話 | 夏の記録に挑むともお                         | 山田隆司                 | きみやしげる             | きみやしげる                 | 8月31日        |
| 第19話 | きっと飛べるはずだともお                     | 山田隆司                 | きみやしげる             | きみやしげる                 | 8月31日        |
| 第20話 | 団地は無法地帯だぜともお                     | 山田隆司                 | 博多正寿                 | 金田貞徳                     | 9月7日         |
| 第20話 | すくすく育ってるともお                       | 山田隆司                 | 博多正寿                 | 金田貞徳                     | 9月7日         |
| 第21話 | 迷宮を抜け出せともお                         | あべ美佳                 | アミノテツロ             | 丸山由太                     | 9月14日        |
| 第21話 | すずしげだろともお                           | あべ美佳                 | アミノテツロ             | 丸山由太                     | 9月14日        |
| 第22話 | 世界の秘密を見つけたぞともお                 | あべ美佳                 | 近藤信宏                 | たかおかきいち               | 9月21日        |
| 第22話 | ナンバーワンでもオンリーワンでもないなともお | あべ美佳                 | 誌村宏明                 | たかおかきいち               | 9月21日        |
| 第23話 | システムも大事だなともお                     | 土屋理敬                 | 大畑晃一                 | たかおかきいち               | 9月28日        |
| 第23話 | ビビビ…だなともお                            | 田辺茂範                 | 大畑晃一                 | たかおかきいち               | 9月28日        |
| 第24話 | お婆ちゃんで袋小路だともお                   | 土屋理敬                 | 近藤信宏                 | 金田貞徳                     | 10月5日        |
| 第24話 | ふれ合うのって難しいねともお                 | 土屋理敬                 | 誌村宏明                 | 金田貞徳                     | 10月5日        |
| 第25話 | 3組の名誉を守るともお                        | 田辺茂範                 | アミノテツロ             | 内山まな                     | 10月12日       |
| 第25話 | 6も7もきっとあるぜともお                     | あべ美佳                 | アミノテツロ             | 内山まな                     | 10月12日       |
| 第26話 | クイズ、早押しですともお                     | 山田隆司                 | 鈴木輪流郎               | 鈴木輪流郎                   | 10月19日       |
| 第26話 | 父さんと走りたいんだともお                   | 山田隆司                 | 鈴木輪流郎               | 鈴木輪流郎                   | 10月19日       |
| 第27話 | ヒマをもてあましまくるともお                 | 田辺茂範                 | 丸山由太                 | 丸山由太                     | 10月26日       |
| 第27話 | たーんとお食べともお                         | 田辺茂範                 | アミノテツロ             | 丸山由太                     | 10月26日       |
| 第28話 | オレの名前を言ってみろともお                 | 土屋理敬                 | 飯村正之                 | 飯村正之                     | 11月2日        |
| 第28話 | バントでホームランだぜともお                 | 土屋理敬                 | 飯村正之                 | 飯村正之                     | 11月2日        |
| 第29話 | 手に職つけて安泰だともお                     | あべ美佳                 | まついひとゆき           | たかおかきいち               | 11月9日        |
| 第29話 | 姉ちゃんの生活もみたいぞともお               | あべ美佳                 | まついひとゆき           | たかおかきいち               | 11月9日        |
| 第30話 | ハラペコより大事だぜともお                   | 山田隆司                 | 大畑晃一                 | 金田貞徳                     | 11月16日       |
| 第30話 | 笑い死にさせる気かよともお                   | 山田隆司                 | 大畑晃一                 | 金田貞徳                     | 11月16日       |
| 第31話 | 安全をタダで買いますともお                   | 田辺茂範                 | きみやしげる             | きみやしげる                 | 11月23日       |
| 第31話 | 男子と女子とトイレなともお                   | 田辺茂範                 | きみやしげる             | きみやしげる                 | 11月23日       |
| 第32話 | 守り守られ生きていくともお                   | あべ美佳                 | アミノテツロ             | 丸山由太                     | 11月30日       |
| 第32話 | プレミア感を出していこうかともお             | あべ美佳                 | アミノテツロ             | 丸山由太                     | 11月30日       |
| 第33話 | うつしちゃダメだよともお                     | 土屋理敬                 | 近藤信宏                 | 則座誠                       | 12月7日        |
| 第33話 | ケンカの原因はなんなんだともお               | 土屋理敬                 | 近藤信宏                 | 則座誠                       | 12月7日        |
| 第34話 | お星さまにお願いともお                       | 山田隆司                 | 鈴木輪流郎               | 鈴木輪流郎                   | 12月14日       |
| 第34話 | 当座の目標が大事だぜともお                   | 山田隆司                 | 鈴木輪流郎               | 鈴木輪流郎                   | 12月14日       |
| 第35話 | サンタさんと心理戦だともお                   | 田辺茂範                 | たかおかきいち           | たかおかきいち               | 12月21日       |
| 第35話 | そこで何が見えるんだともお                   | 田辺茂範                 | たかおかきいち           | たかおかきいち               | 12月21日       |
| 第36話 | 寝正月だって幸せだねともお                   | 土屋理敬                 | イシグロキョウヘイ       | 飯村正之                     | 2014年 1月11日 |
| 第36話 | よその子になっちゃいなさいともお             | 土屋理敬                 | イシグロキョウヘイ       | 飯村正之                     | 2014年 1月11日 |
| 第37話 | 勝つとかぶとの緒は締まるのかなともお         | あべ美佳                 | 近藤信宏                 | 金田貞徳                     | 1月18日        |
| 第37話 | 未知との再会だってばともお                   | あべ美佳                 | 近藤信宏                 | 金田貞徳                     | 1月18日        |
| 第38話 | クラブ活動は昼寝の時間じゃないぞともお       | 小田扉                   | 西田章二                 | きみやしげる                 | 1月25日        |
| 第38話 | 猫は動くから注意しろともお                   | 山田隆司                 | きみやしげる             | きみやしげる                 | 1月25日        |
| 第39話 | 関心の的だなともお                           | 山田隆司                 | 誌村宏明                 | 丸山由太                     | 2月1日         |
| 第39話 | 巡りゆくともお                               | 山田隆司                 | 渡辺歩                   | 丸山由太                     | 2月1日         |
| 第40話 | 風まかせだよなともお                         | 山田隆司                 | 近藤信宏                 | 濁川敦                       | 4月12日        |
| 第40話 | 後悔は先に立たんぞともお                     | 田辺茂範                 | 近藤信宏                 | 濁川敦                       | 4月12日        |
| 第41話 | ロマンの神様ありがとうともお                 | 山田隆司                 | たかおかきいち           | たかおかきいち               | 4月19日        |
| 第41話 | 段取りは大事だなともお                       | 土屋理敬                 | たかおかきいち           | たかおかきいち               | 4月19日        |
| 第42話 | トップランナーなど簡単だなともお             | 土屋理敬                 | きみやしげる             | きみやしげる                 | 4月26日        |
| 第42話 | それは誰の仕業だ?ともお                      | あべ美佳                 | きみやしげる             | きみやしげる                 | 4月26日        |
| 第42話 | 花より団子の団地っ子だともお                 | 山田隆司                 | きみやしげる             | きみやしげる                 | 4月26日        |
| 第43話 | このボスについていこうともお                 | 田辺茂範                 | 飯村正之                 | 飯村正之                     | 5月3日         |
| 第43話 | ちょいワルかよともお                         | 土屋理敬                 | 飯村正之                 | 飯村正之                     | 5月3日         |
| 第44話 | 運動会で神になれともお                       | あべ美佳                 | 近藤信宏 丸山由太        | 丸山由太                     | 5月10日        |
| 第44話 | 朝起きて昼寝して夜寝ろともお                 | 土屋理敬                 | 近藤信宏 丸山由太        | 丸山由太                     | 5月10日        |
| 第45話 | 会イタカッタデースだよなともお               | 田辺茂範 あべ美佳        | 鈴木輪流郎               | 鈴木輪流郎                   | 5月17日        |
| 第45話 | コックさんは国算じゃないぞともお             | 田辺茂範 あべ美佳        | 鈴木輪流郎               | 鈴木輪流郎                   | 5月17日        |
| 第45話 | 今号より新展開だぜともお                     | 田辺茂範 あべ美佳        | 鈴木輪流郎               | 鈴木輪流郎                   | 5月17日        |
| 第46話 | 女子を振り向かせたいぜともお                 | 田辺茂範                 | 内田信吾 たかおかきいち  | たかおかきいち               | 5月24日        |
| 第46話 | 約束って一体なんだっけともお                 | 山田隆司                 | 内田信吾 たかおかきいち  | たかおかきいち               | 5月24日        |
| 第47話 | かわいい子には一人旅だなともお               | 田辺茂範                 | 大畑晃一                 | 濁川敦                       | 5月31日        |
| 第47話 | 二軍で完全試合だともお                       | 土屋理敬                 | 大畑晃一                 | 濁川敦                       | 5月31日        |
| 第48話 | 眠らぬ森のともお                             | 山田隆司                 | まついひとゆき           | 則座誠                       | 6月7日         |
| 第48話 | ファッションリーダーって誰?ともお            | あべ美佳                 | まついひとゆき           | 則座誠                       | 6月7日         |
| 第48話 | 支配からの脱出は成るかともお                 | 土屋理敬                 | まついひとゆき           | 則座誠                       | 6月7日         |
| 第49話 | 乗り越えていくのだともお                     | あべ美佳                 | 阿部明日香               | 丸山由太                     | 6月14日        |
| 第49話 | まだ続いているなともお                       | あべ美佳                 | 誌村宏明                 | 丸山由太                     | 6月14日        |
| 第50話 | 思い出せないよともお                         | 山田隆司                 | きみやしげる             | きみやしげる                 | 6月21日        |
| 第50話 | 以下の問題に答えなよともお                   | 田辺茂範                 | きみやしげる             | きみやしげる                 | 6月21日        |
| 第51話 | 暴かれし取り柄だよともお                     | 土屋理敬                 | 誌村宏明                 | 金田貞徳                     | 6月28日        |
| 第51話 | うまく励ましたかなともお                     | 田辺茂範                 | 誌村宏明                 | 金田貞徳                     | 6月28日        |
| 第51話 | 片づけて生還だともお                         | 山田隆司                 | 誌村宏明                 | 金田貞徳                     | 6月28日        |
| 第52話 | その胸に夢があるからさともお                 | 田辺茂範                 | 飯村正之                 | 飯村正之                     | 7月5日         |
| 第52話 | まだ間違えてたのかよともお                   | 山田隆司                 | 飯村正之                 | 飯村正之                     | 7月5日         |
| 第53話 | トモオとキノシタとともお                     | 土屋理敬                 | 鈴木輪流郎               | 鈴木輪流郎                   | 7月12日        |
| 第53話 | で、赤いのは何なんだともお                   | あべ美佳                 | 鈴木輪流郎               | 鈴木輪流郎                   | 7月12日        |
| 第54話 | 木下家の食のルールは厳しいかともお           | あべ美佳 山田隆司        | 西田章二 誌村宏明        | 濁川敦                       | 7月19日        |
| 第54話 | 昔は君も若かったね大佐                       | あべ美佳 山田隆司        | 西田章二 誌村宏明        | 濁川敦                       | 7月19日        |
| 第54話 | お天道様が見てるんだぜともお                 | あべ美佳 山田隆司        | 西田章二 誌村宏明        | 濁川敦                       | 7月19日        |
| 第55話 | 新シリーズで絶望だぜともお                   | あべ美佳                 | 内田信吾                 | 丸山由太                     | 7月26日        |
| 第55話 | 競争率が高いなともお                         | 土屋理敬                 | 丸山由太                 | 丸山由太                     | 7月26日        |
| 第56話 | 最高の時間だなともお                         | 田辺茂範                 | まついひとゆき           | 則座誠                       | 8月2日         |
| 第56話 | ガツンと言ってやれよともお                   | 田辺茂範                 | まついひとゆき           | 則座誠                       | 8月2日         |
| 第57話 | 孤高の人になれるかなともお                   | 田辺茂範                 | きみやしげる             | きみやしげる                 | 8月23日        |
| 第57話 | そんなに見られてもなぁともお                 | 土屋理敬                 | きみやしげる             | きみやしげる                 | 8月23日        |
| 第57話 | クサいメシを食うともお                       | 山田隆司                 | きみやしげる             | きみやしげる                 | 8月23日        |
| 第58話 | 後のカーニバルだよともお                     | あべ美佳                 | 近藤信宏                 | 濁川敦                       | 8月30日        |
| 第58話 | 何重スパイなんだよともお                     | 田辺茂範                 | 近藤信宏                 | 濁川敦                       | 8月30日        |
| 第59話 | 一円の重みを思い知るかともお                 | 田辺茂範                 | 西田章二                 | 金田貞徳                     | 9月6日         |
| 第59話 | その鐘を鳴らすのは誰だともお                 | 土屋理敬                 | 西田章二                 | 金田貞徳                     | 9月6日         |
| 第59話 | 真夏の恋はエコじゃないぜともお               | あべ美佳                 | 西田章二                 | 金田貞徳                     | 9月6日         |
| 第60話 | 大人の階段踏み外せともお                     | あべ美佳                 | 飯村正之                 | 飯村正之                     | 9月13日        |
| 第60話 | 花のつぼみが教えてくれたよともお             | あべ美佳                 | 飯村正之                 | 飯村正之                     | 9月13日        |
| 第61話 | 熱血と冷静のどっちだいともお                 | 土屋理敬                 | 近藤信宏                 | たかおかきいち               | 9月20日        |
| 第61話 | さあ、冒険だなともお                         | 山田隆司                 | 近藤信宏                 | たかおかきいち               | 9月20日        |
| 第62話 | 苦しい時には何を出すのかなともお             | 田辺茂範                 | 鈴木輪流郎               | 鈴木輪流郎                   | 9月27日        |
| 第62話 | 双子ってどっちが上なんだともお               | 山田隆司                 | 鈴木輪流郎               | 鈴木輪流郎                   | 9月27日        |
| 第63話 | そこに仁義はあるんかのうともお               | 山田隆司                 | 誌村宏明 羽原久美子      | たかおかきいち               | 10月4日        |
| 第63話 | 報われてほしくなるともお                     | 田辺茂範                 | 誌村宏明 羽原久美子      | たかおかきいち               | 10月4日        |
| 第63話 | 死ぬ気になれるかともお                       | 土屋理敬                 | 誌村宏明 羽原久美子      | たかおかきいち               | 10月4日        |
| 第64話 | 諦めたら試合終了なのかともお                 | あべ美佳                 | 西田章二                 | 則座誠                       | 10月11日       |
| 第64話 | それはホントにおふくろなのかともお           | あべ美佳                 | 西田章二                 | 則座誠                       | 10月11日       |
| 第65話 | ノープロブレムかよともお                     | 土屋理敬                 | きみやしげる             | きみやしげる                 | 10月18日       |
| 第65話 | ポッと出、上等ッスともお                     | 土屋理敬                 | きみやしげる             | きみやしげる                 | 10月18日       |
| 第66話 | 生と死を司（つかさど）るぞともお             | あべ美佳 田辺茂範        | 渡辺歩                   | 丸山由太                     | 10月25日       |
| 第66話 | いつもより多く回ったなともお                 | あべ美佳 田辺茂範        | たかおかきいち           | 丸山由太                     | 10月25日       |
| 第66話 | 続・昔は君も若かったね大佐                   | あべ美佳 田辺茂範        | 誌村宏明                 | 丸山由太                     | 10月25日       |
| 第67話 | スクールでウォーズだぜともお                 | 土屋理敬                 | 飯村正之                 | 飯村正之                     | 11月1日        |
| 第67話 | 探偵は楽な職業じゃないなともお               | 山田隆司                 | 飯村正之                 | 飯村正之                     | 11月1日        |
| 第68話 | 駄菓子折（だがしおり）で礼を尽くすともお     | 田辺茂範                 | 羽原久美子               | 金田貞徳                     | 11月8日        |
| 第68話 | 校長先生に訓示だともお                       | あべ美佳                 | 羽原久美子               | 金田貞徳                     | 11月8日        |
| 第69話 | 底知れぬ技術力だなともお                     | 山田隆司                 | 濁川敦                   | 濁川敦                       | 11月15日       |
| 第69話 | 大事な袋のひとつだなともお                   | 田辺茂範                 | 濁川敦                   | 濁川敦                       | 11月15日       |
| 第69話 | 気がつけば春夏秋冬ともお                     | あべ美佳                 | 濁川敦                   | 濁川敦                       | 11月15日       |
| 第70話 | 大人になっても続けようともお                 | 田辺茂範                 | たかおかきいち           | たかおかきいち               | 11月22日       |
| 第70話 | 入れて食えともお                             | 田辺茂範                 | たかおかきいち           | たかおかきいち               | 11月22日       |
| 第71話 | 最高のトレーナーは誰だともお                 | あべ美佳                 | 鈴木輪流郎               | 鈴木輪流郎                   | 11月29日       |
| 第71話 | そこまでは続いてなかったなともお             | 山田隆司                 | 鈴木輪流郎               | 鈴木輪流郎                   | 11月29日       |
| 第72話 | 思い出はいつもともお                         | 山田隆司                 | 西田章二                 | 丸山由太                     | 12月13日       |
| 第72話 | ニュースソースは何だともお                   | 田辺茂範                 | 西田章二                 | 丸山由太                     | 12月13日       |
| 第72話 | 物にも歴史ありかともお                       | あべ美佳                 | 西田章二                 | 丸山由太                     | 12月13日       |
| 第73話 | 笑う門には何が来るんだともお                 | 土屋理敬                 | 誌村宏明                 | 則座誠                       | 12月20日       |
| 第73話 | それでも、それでも続いていくのかなともお     | 山田隆司                 | 誌村宏明                 | 則座誠                       | 12月20日       |
| 第74話 | ホシがるね〜ともお                           | 土屋理敬                 | きみやしげる             | きみやしげる                 | 2015年 1月10日 |
| 第74話 | 年寄りの冷や水だともお                       | 山田隆司                 | きみやしげる             | きみやしげる                 | 2015年 1月10日 |
| 第75話 | キミたちに明日はないのかともお               | 土屋理敬                 | 飯村正之                 | 飯村正之                     | 1月17日        |
| 第75話 | 愛好し愛好され生きてくともお                 | 山田隆司                 | 飯村正之                 | 飯村正之                     | 1月17日        |
| 第76話 | 完敗を喫すともお                             | 山田隆司 土屋理敬        | 濁川敦                   | 濁川敦                       | 1月24日        |
| 第76話 | 昔話は虚し話なのかともお                     | 山田隆司 土屋理敬        | 濁川敦                   | 濁川敦                       | 1月24日        |
| 第76話 | そいつはサンキューだなともお                 | 山田隆司 土屋理敬        | 濁川敦                   | 濁川敦                       | 1月24日        |
| 第77話 | 上を向いて歩こうともお                       | 田辺茂範                 | 西田章二                 | たかおかきいち               | 1月31日        |
| 第77話 | 魔法の力で強くなれともお                     | 土屋理敬                 | 内田信吾                 | たかおかきいち               | 1月31日        |
| 第78話 | アフターケアも大事ってことともお             | あべ美佳                 | 渡辺歩 阿部明日香        | 阿部明日香                   | 2月7日         |
| 第78話 | 不器用ですからともお                         | 山田隆司                 | 渡辺歩 阿部明日香        | 阿部明日香                   | 2月7日         |
| SP     | 夏休みの宿題は終わったのかよ?ともお          | 小田扉 山田隆司 柳澤秀夫 | 渡辺歩 内田信吾 西田章二 | 阿部明日香 飯村正之 内田信吾 | 8月14日        |

- 2013年8月10日から8月17日、2014年8月9日から8月16日は全国高等学校野球選手権大会のため休止もしくは傑作選を放送。
- 2014年2月8日から4月5日はソチオリンピック、選抜高等学校野球大会のため休止もしくは傑作選を放送。

### 放送局
| 放送地域 | 放送局       | 放送期間                                                  | 放送日時                                            | 備考                    |
| -------- | ------------ | --------------------------------------------------------- | --------------------------------------------------- | ----------------------- |
| 日本全域 | NHK総合      | 2013年4月6日 - 2015年2月7日                               | 土曜 9:30 - 9:55                                    |                         |
| 日本全域 | NHK総合      | 2013年4月6日 - 2015年3月28日                              | 土曜 17:00 - 17:25                                  | セレクション            |
| 日本全域 | ディズニーXD | 2014年11月10日 - 2015年2月27日 2015年3月2日 -             | 月曜 - 金曜 15:30 - 16:00 月曜 - 金曜 16:00 - 16:30 | CS放送 リピート放送あり |
| 日本全域 | NHKEテレ     | 2015年4月9日 - 2016年3月31日 2016年4月5日 - 2017年3月28日 | 木曜 12:30 - 12:55 火曜 5:30 - 5:55                 | セレクション            |

### DVD
| 巻 | 発売日         | 収録話          | 規格品番   |
| -- | -------------- | --------------- | ---------- |
| 1  | 2013年9月18日  | 第1話 - 第3話   | PCBE-54331 |
| 2  | 2013年10月16日 | 第4話 - 第6話   | PCBE-54332 |
| 3  | 2013年11月20日 | 第7話 - 第9話   | PCBE-54333 |
| 4  | 2013年12月18日 | 第10話 - 第12話 | PCBE-54334 |
| 5  | 2014年1月15日  | 第13話 - 第15話 | PCBE-54335 |
| 6  | 2014年2月19日  | 第16話 - 第18話 | PCBE-54336 |
| 7  | 2014年3月19日  | 第19話 - 第21話 | PCBE-54337 |
| 8  | 2014年4月16日  | 第22話 - 第24話 | PCBE-54338 |
| 9  | 2014年5月21日  | 第25話 - 第27話 | PCBE-54339 |
| 10 | 2014年6月18日  | 第28話 - 第30話 | PCBE-54340 |
| 11 | 2014年7月16日  | 第31話 - 第33話 | PCBE-54341 |
| 12 | 2014年8月20日  | 第34話 - 第36話 | PCBE-54342 |
| 13 | 2014年9月17日  | 第37話 - 第39話 | PCBE-54343 |

## 漫画とアニメの主な違い

### ストーリーの時期の変更
- 最初の2ストーリーは漫画とアニメで共通していて、漫画では時期が夏休みとなっているが、テレビアニメは4月に始まったため、時期が春休みに変更されている。
- 漫画の「秋にして父に思うともお」のストーリーは、アニメでは4月下旬（第4話）に放映されたため秋ではなく連休に変更されている。
- その他、アニメ放映時期によって登場人物の服装が変更されている場合がある。

### ストーリーの展開
- 漫画では、ケリ子と宮川は団地の夏祭りで出会い、根津が企画した「どろけい」で再会する。アニメでは夏祭りのストーリーはなく、どろけいのストーリーで初めて出会う設定になっている。どちらも初めて出会った時に宮川がケリ子に一目惚れしている。また、ともおと宮川が和解するストーリーは原作と違う形で2人が対立することでアニメ化された（第68話）。
- 本作では挟まれる小ネタや結末が原作からしばしば変更されているが、特に「以下の問題に答えなよともお」(第50話)については中盤以降の展開が原作と大幅に異なる。

### 登場人物の動作など
- 鉄雄やその他の人物の喫煙シーンはアニメでは別のシーンに変更されている。ただし、アニメでも鉄雄の部屋に灰皿が置かれているシーンがあり（第58話）、鉄雄はアニメでも喫煙者の設定のようである。
- 漫画でともおなどが放尿するシーンが時々あるが、アニメでは別のシーンに変更されている。
- アニメでは、子供達は自転車に乗る際にヘルメットを着用している。原作での2人乗り、3人乗りといった自転車の危険乗車シーンも個別の乗車や徒歩などに変更されている。

### グッズやキャラなど
- 漫画に出て来る「虫カード」（ともおらの遊び道具）はアニメには出てこず、「虫カード」の部分が「大佐カード」などに変更されている。
- 漫画にグリム童話の「小人の靴屋」に出て来る小人に因んだストーリーがあり、アニメでもそのストーリーが放送された（第42話）が、アニメでは「小人」が「妖精」に変更されている。

### サブタイトル
アニメのサブタイトルが漫画のものから変更されているストーリーを以下の一覧に示す。
| アニメ | アニメ                           | 漫画                                       |
| 話数   | サブタイトル                     | サブタイトル                               |
| ------ | -------------------------------- | ------------------------------------------ |
| 第1話  | 春休みの計画表を作るともお       | 夏休みの計画表を作るともお                 |
| 第2話  | 春休みの習い事を探すともお       | 夏休みの習い事を探すともお                 |
| 第4話  | 連休にして父を想うともお         | 秋にして父を想うともお                     |
| 第4話  | あの坂を登っていくともお         | あの坂を登ってくともお                     |
| 第6話  | 寝言に答えるなともお             | 姉ちゃん抹殺を計画するともお               |
| 第6話  | 団地で部屋をゲットだともお       | 団地で個室ゲットだともお                   |
| 第10話 | 計画性がなくていいのかともお     | ご利用は計画的にともお                     |
| 第10話 | 女子高校生の伝書鳩だねともお     | 女子高生の伝書鳩だねともお                 |
| 第17話 | 家族の仲を取り持つんだともお     | 私腹を肥やしていくともお                   |
| 第29話 | 姉ちゃんの生活もみたいぞともお   | 姉ちゃんの生活も見たいぞともお             |
| 第42話 | トップランナーなど簡単だなともお | ノーベル賞など簡単だなともお               |
| 第42話 | それは誰の仕業だ？ともお         | それは小人の仕業だともお                   |
| 第55話 | 新シリーズで絶望だぜともお       | 第2クールで絶望だぜともお                  |
| 第62話 | 双子ってどっちが上なんだともお   | 昔は後の方が上だったりもしたそうだよともお |
| 第67話 | 探偵は楽な職業じゃないなともお   | ジ・アンダーテイカーかよともお             |
| 第73話 | 笑う門には何が来るんだともお     | 死ぬかと思ったよなともお                   |

### アニメオリジナル
漫画にないアニメオリジナルのストーリーも存在する。そのストーリーを以下の一覧に示す。
| 話数   | サブタイトル                           |
| ------ | -------------------------------------- |
| 第38話 | クラブ活動は昼寝の時間じゃないぞともお |
| 第52話 | その胸に夢があるからさともお           |
| 第59話 | その鐘を鳴らすのは誰だともお           |
| 第64話 | それはホントにおふくろなのかともお     |

## 小説
小学館ジュニア文庫にて諸星崇より小説化され、2013年9月24日に発売された。